# Solo era un sueño
Singles de Elsa
Mon cadeau (Février 1990) Gli anni miei (Avril 1990)
Solo era un sueño est le dixième single physique d'Elsa. Version espagnole de Jour de neige destinée aux marchés hispanophones.
Aucun vidéo clip ne fut tourné à l'occasion de cette sortie. La chanson est passée inaperçue en Espagne. En revanche, elle a fait connaître Elsa sur le marché sud-américain, notamment au Pérou et au Chili où des compilations pirates de la chanteuse ont été commercialisées.
Dans la foulée de ce succès, Jamais nous fut également traduite en espagnol sous le titre Dos bichos raros.

## Supports commerce
- 45 tours promo
  - Face A : Solo era un sueño 4:00
  - Face B : Jour de neige 4:00

La chanson est également sur la compilation Elsa, l'essentiel 1986-1993.